# Stylodipus
Stylodipus là một chi động vật có vú trong họ Dipodidae, bộ Gặm nhấm. Chi này được G. M. Allen miêu tả năm 1925. Loài điển hình của chi này là Stylodipus andrewsi Allen, 1925.

## Các loài
Chi này gồm các loài:
- Stylodipus andrewsi
- Stylodipus sungorus
- Stylodipus telum